# Altoona (Florida)
Altoona és una concentració de població designada pel cens dels Estats Units a l'estat de Florida. Segons el cens del 2000 tenia 88 habitants.

## Demografia
Segons el cens del 2000, Altoona tenia 88 habitants, 39 habitatges, i 26 famílies. La densitat de població era de 75,5 habitants per km².
Dels 39 habitatges en un 20,5% hi vivien nens de menys de 18 anys, en un 61,5% hi vivien parelles casades, en un 5,1% dones solteres, i en un 30,8% no eren unitats familiars. En el 28,2% dels habitatges hi vivien persones soles el 2,6% de les quals corresponia a persones de 65 anys o més que vivien soles. El nombre mitjà de persones vivint en cada habitatge era de 2,26 i el nombre mitjà de persones que vivien en cada família era de 2,78.
Per edats la població es repartia de la següent manera: un 19,3% tenia menys de 18 anys, un 8% entre 18 i 24, un 33% entre 25 i 44, un 26,1% de 45 a 60 i un 13,6% 65 anys o més.
L'edat mediana era de 40 anys. Per cada 100 dones de 18 o més anys hi havia 102,9 homes.
La renda mediana per habitatge era de 27.143 $ i la renda mediana per família de 58.750 $. Els homes tenien una renda mediana de 22.000 $ mentre que les dones 40.417 $. La renda per capita de la població era de 16.939 $. Cap de les famílies estaven per davall del llindar de pobresa.

## Poblacions més properes
El següent diagrama mostra les poblacions més properes.